# Gnophos formosana
Gnophos formosana är en fjärilsart som beskrevs av Matsumura 1910. Gnophos formosana ingår i släktet Gnophos och familjen mätare. Inga underarter finns listade i Catalogue of Life.